# Thanesar

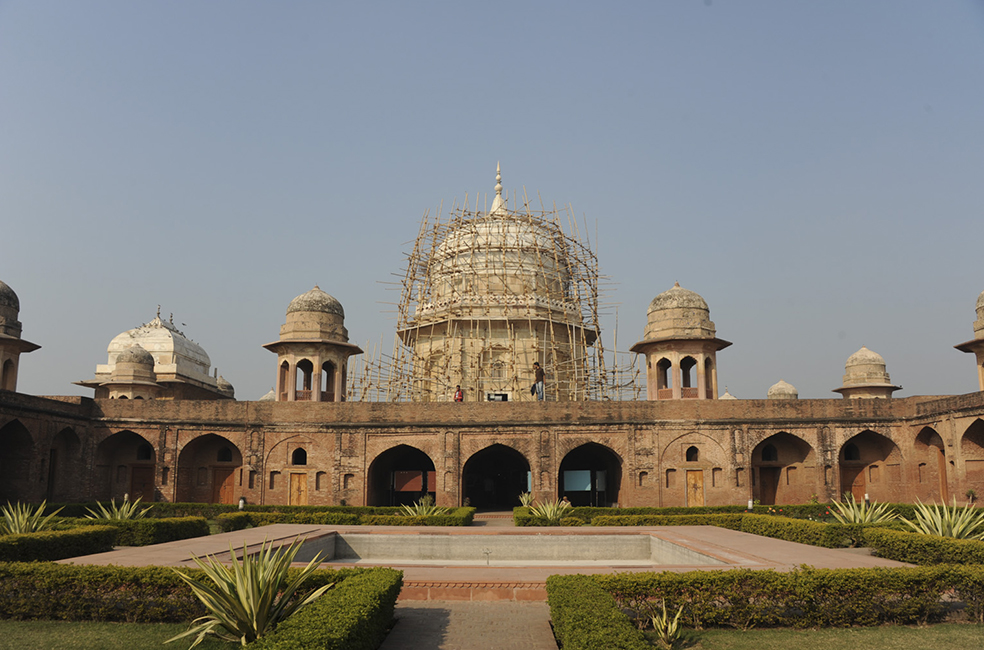
Schejk Chehlis grav i Thanesar.

Thanesar är en stad i delstaten Haryana i Indien, och tillhör distriktet Kurukshetra. Folkmängden uppgick till 155 152 invånare vid folkräkningen 2011.